# پارک الممزر

پارک ساحلی الممزر (به عربی: حَدیقَة اَلمَمزَر) یکی از پارک‌های دبی
ویکی از نقاط دیدنی امارات متحده عربی است.
این پارک با مساحتی حدود ۱۰۶ هکتار در منطقهٔ الحمریة بعد از اسکله الحمریه قرار دارد. این پارک وسیع شامل چهار ساحل، دو استخر، زمین بازی ویژه کودکان، چمنزارهای گسترده و درختان و بوته زارهای فراوان است که تفرجگاه آرامی را به وجود آورده‌اند. این پارک به ویژه در روزهای جمعه بسیار شلوغ است ولی ازدحام جمعیت به دلیل وسعت زیاد پارک به چشم نمی‌آید. یک آمفی تئاتر بزرگ نیز در این پارک وجود دارد.

## سواحل پارک الممزر
سواحل این پارک مجهز به سرپناه، اتاق‌های مخصوص تعویض لباس و دوش می‌باشند. افراد نجات غریق نیز در تمامی طول ساحل و در کنار استخرها حضور دارند. کیوسک‌هایی در کنار سواحل، غذا، نوشیدنی و برخی دیگر از مایحتاج زایرین را وجود دارد.

## آلاچیق
آلاچیق‌هایی مجهز به وسایل آشپزی و محل طبخ باربی کیو به متقاضیان کرایه داده می‌شود. هر زایر می‌توانید با اتومبیل شخصی وارد پارک شود. ورودیه: ۵ درهم (۳۰ درهم برای ورود اتومبیل و کلیه سرنشینان آن) ساعات بازدید: ۸ صبح تا ۱۰٫۳۰ شب (روزهای تعطیل: ۸ صبح تا ۱۱٫۳۰ شب) استخر: بزرگسالان ۱۰ درهم، کودکان ۵ درهم (کودکان می‌بایست همراه یک بزگتر باشند) اجاره آلاچیق: ۱۵۰ تا ۲۰۰ درهم روزهای چهارشنبه مخصوص خانم‌ها و کودکان (زیر ۸ سال) است.

## نگارخانه

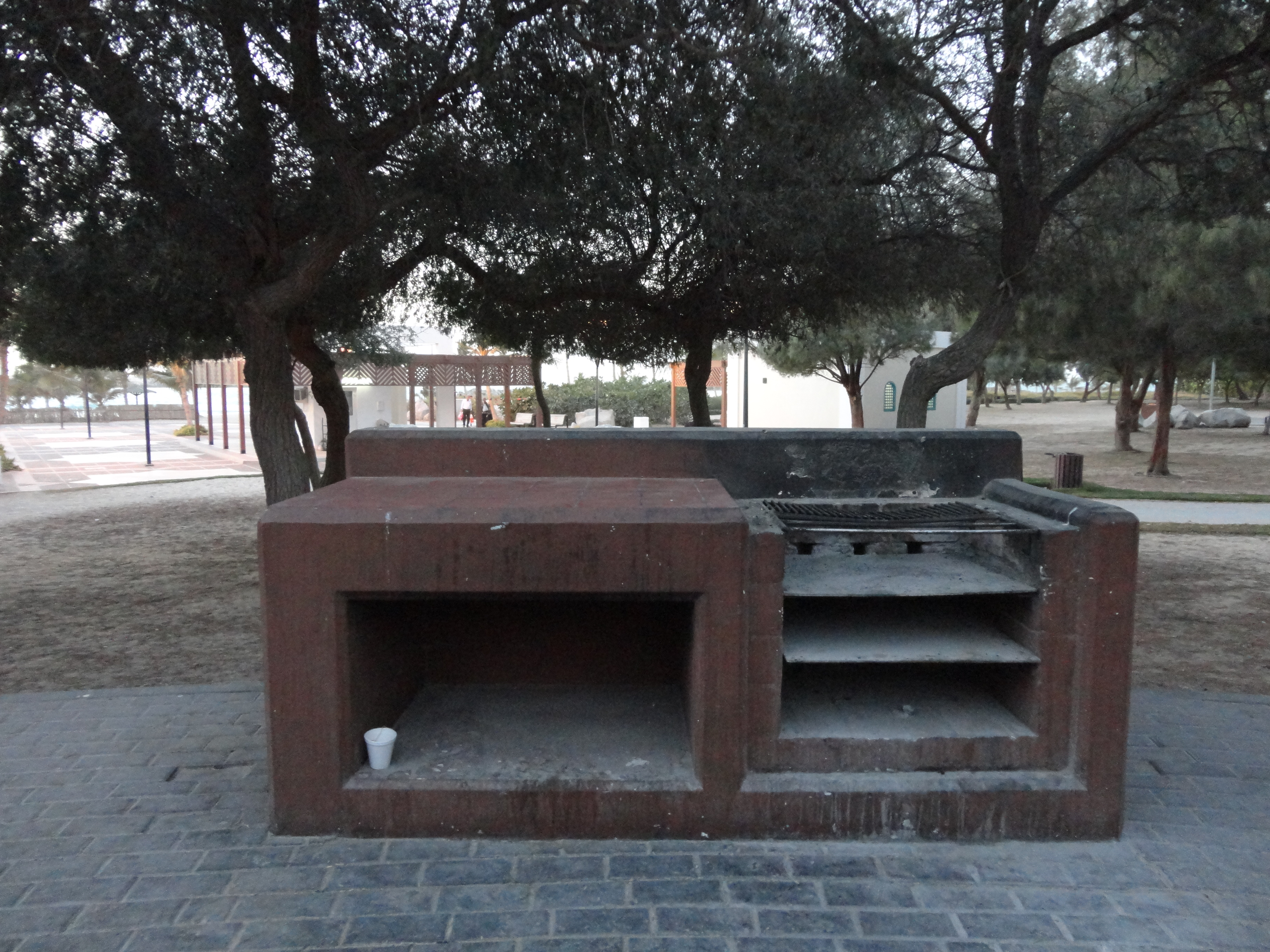
یک باربیکیو در پارک الممزر
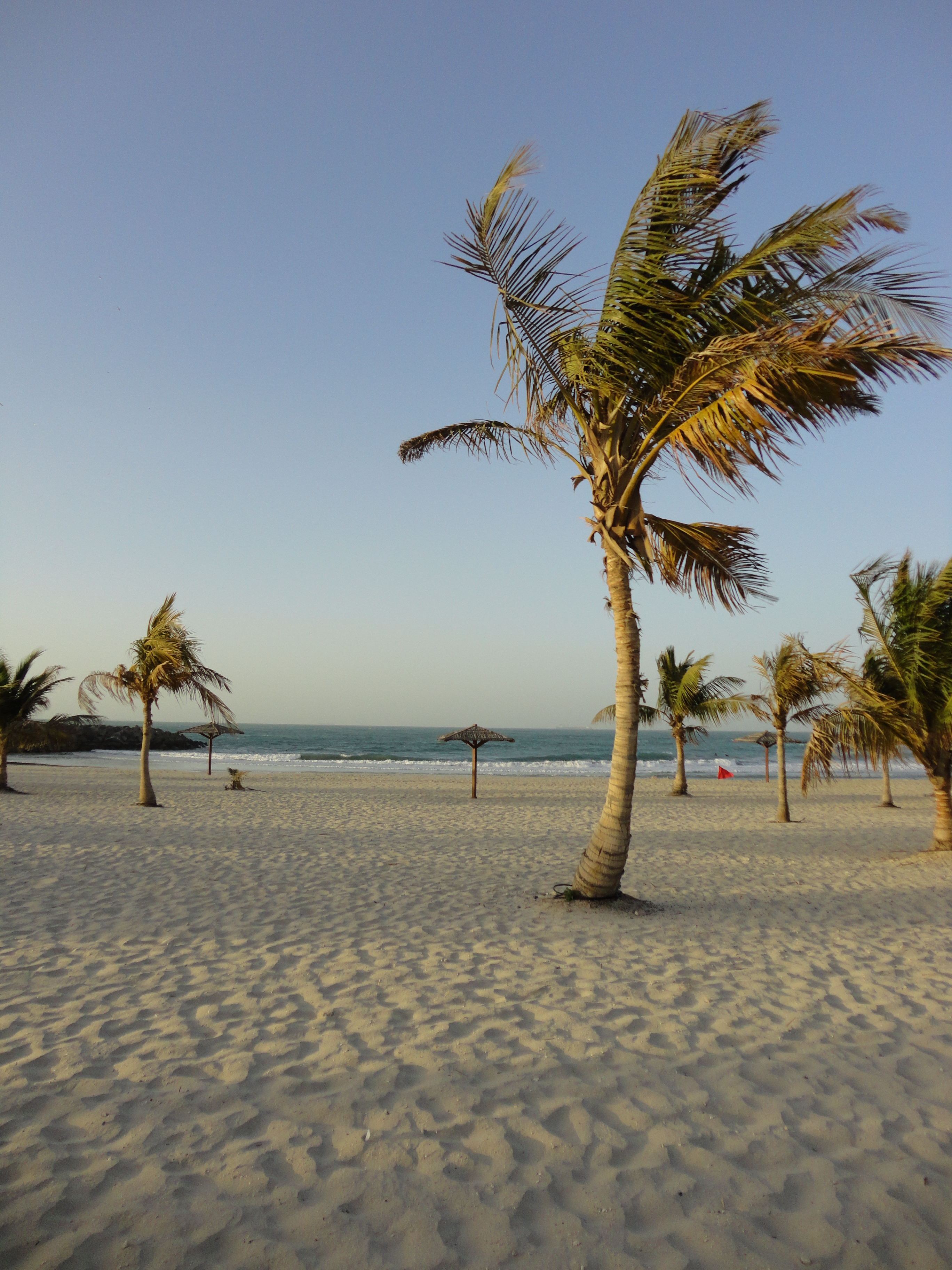
منظره‌ای از ساحل پارک
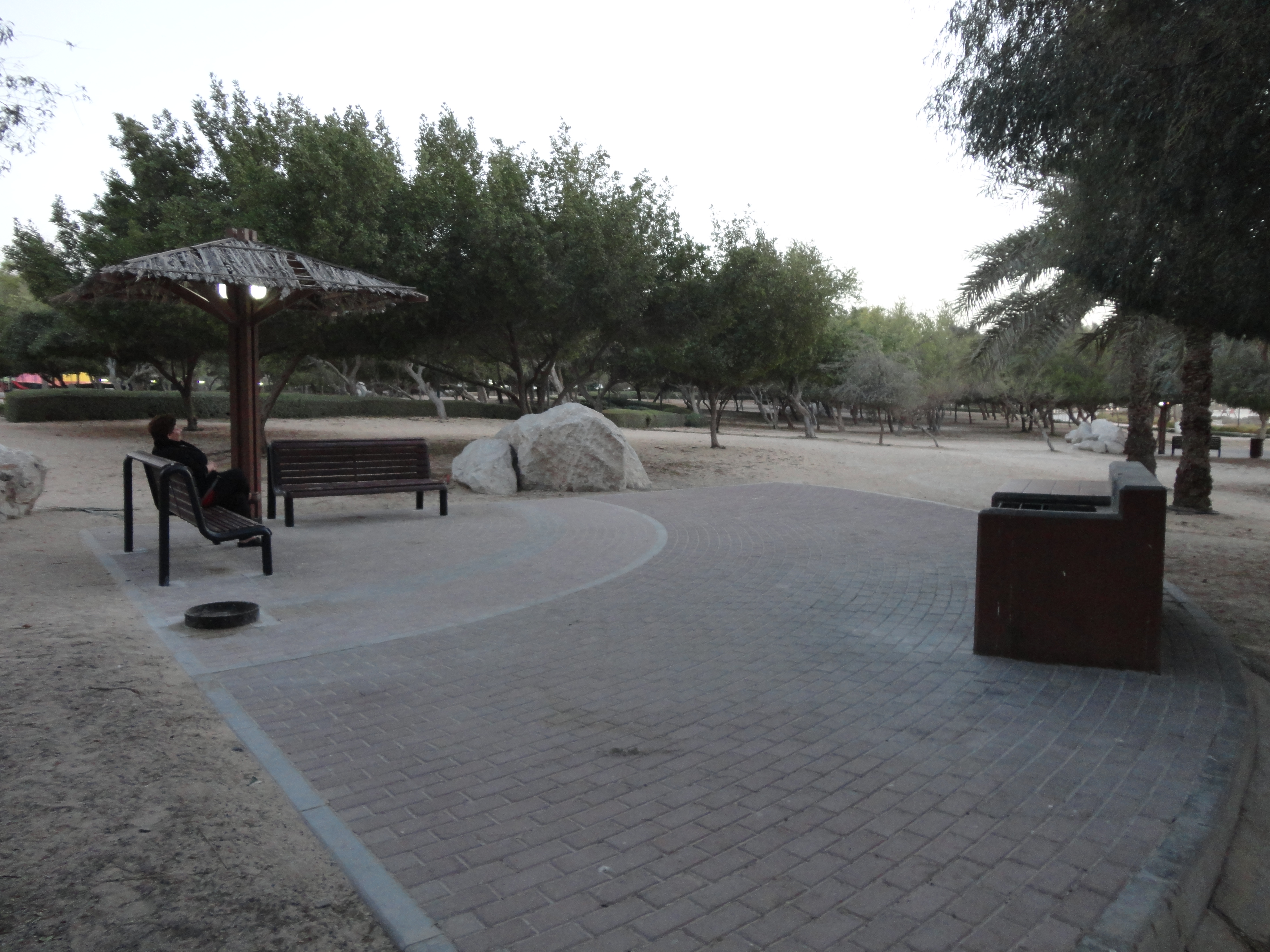
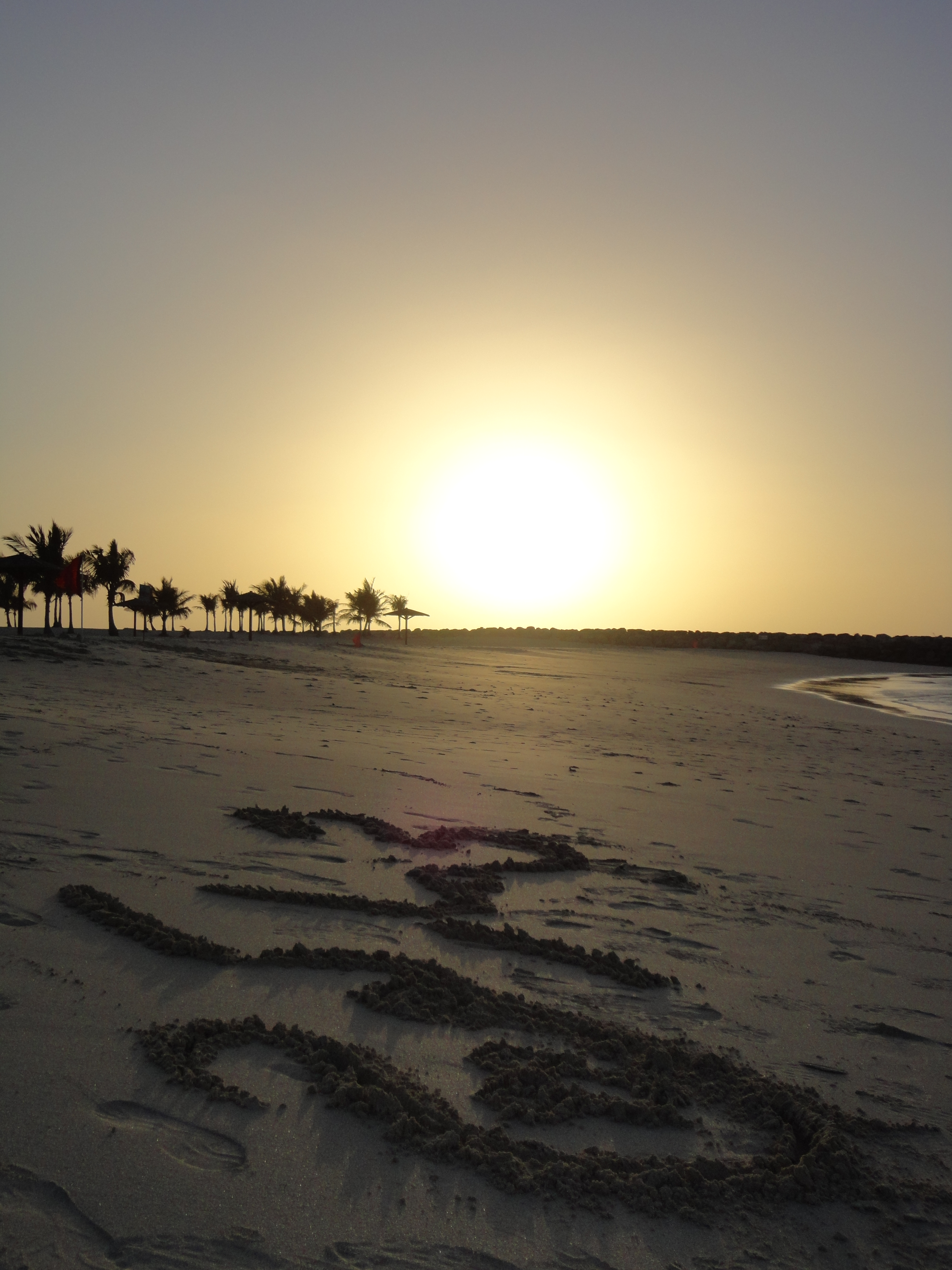